# 帕里紫堇
帕里紫堇（学名：Corydalis kingii）为罂粟科紫堇属下的一个种。

## 扩展阅读
- 維基物種上的相關：帕里紫堇